# Lijst van Alarmschijven in 1977
Deze hits waren in 1977 Alarmschijf bij Veronica op Hilversum 3:
| Nr. | Datum        | Artiest                              | Titel                                        | Hoogste positie in Top 40 |
| --- | ------------ | ------------------------------------ | -------------------------------------------- | ------------------------- |
| 371 | 1 januari    | Smokie                               | Living Next Door to Alice                    | 1(3wk)                    |
| 372 | 8 januari    | Dutch Rhythm Steel & Show Band       | January, February                            | 5                         |
| 373 | 15 januari   | Passe-Partout                        | De doodgewoonste dingen                      | 15                        |
| 374 | 22 januari   | David Dundas                         | Jeans On                                     | 19                        |
| 375 | 29 januari   | David Soul                           | Don't give up on us                          | 3                         |
| 376 | 5 februari   | Bryan Ferry                          | This Is Tomorrow                             | 16                        |
| 377 | 12 februari  | Julie Covington                      | Don't Cry For Me Argentina                   | 1(4wk)                    |
| 378 | 19 februari  | ABBA                                 | Knowing Me, Knowing You                      | 3                         |
| 379 | 26 februari  | Heart                                | Crazy on You                                 | 2                         |
| 380 | 5 maart      | Mary MacGregor                       | Torn Between Two Lovers                      | 14                        |
| 381 | 12 maart     | Art Sullivan & Kiki                  | Et si tu pars                                | 13                        |
| 382 | 19 maart     | Smokie                               | Lay Back in the Arms of Someone              | 1(2wk)                    |
| 383 | 26 maart     | Pussycat                             | My broken souvenirs                          | 1(1wk)                    |
| 384 | 2 april      | Gibson Brothers                      | Non stop dance                               | 1(2wk)                    |
| 385 | 9 april      | Billy Ocean                          | Red Light Spells Danger                      | 12                        |
| 386 | 16 april     | Al Stewart                           | On the border                                | 5                         |
| 387 | 23 april     | Cerrone                              | Love In C Minor                              | 12                        |
| 388 | 30 april     | Champagne                            | Oh Me Oh My Goodbye                          | 3                         |
| 389 | 7 mei        | George Baker Selection               | Beautiful Rose                               | 3                         |
| 390 | 14 mei       | Boney M                              | Ma Baker                                     | 1(6wk)                    |
| 391 | 21 mei       | Joe Tex                              | Ain't Gonna Bump No More (With No Big Woman) | 6                         |
| 392 | 28 mei       | Fleetwood Mac                        | Don't Stop                                   | 5                         |
| 393 | 4 juni       | Veronica Unlimited                   | What kind of dance is this                   | 2                         |
| 394 | 11 juni      | Jean Michel Jarre                    | Oxygène IV                                   | 4                         |
| 395 | 18 juni      | Crosby Stills & Nash                 | Just a song before I go                      | 22                        |
| 396 | 25 juni      | Little Richard                       | The Girl Can't Help It                       | 11                        |
| 397 | 2 juli       | BZN                                  | Sevilla                                      | 4                         |
| 398 | 9 juli       | Peters & Lee                         | Song From Moulin Rouge                       | 23                        |
| 399 | 16 juli      | The Jacksons                         | Show You The Way To Go                       | 12                        |
| 400 | 23 juli      | Brotherhood of Man                   | Angelo                                       | 4                         |
| 401 | 30 juli      | George Baker Selection               | Marja                                        | 11                        |
| 402 | 6 augustus   | Love & Kisses                        | I've Found Love (Now That I've Found You)    | 12                        |
| 403 | 13 augustus  | Little River Band                    | Help Is On Its Way                           | 20                        |
| 404 | 20 augustus  | Santa Esmeralda & Leroy Gómez        | Don't Let Me Be Misunderstood                | 5                         |
| 405 | 27 augustus  | Elvis Presley                        | Wooden Heart (Muss I Denn)                   | 2                         |
| 406 | 3 september  | Philadelphia International All Stars | Let's Clean up The Ghetto                    | 7                         |
| 407 | 10 september | Chicago                              | Baby, What a Big Surprise                    | 3                         |
| 408 | 17 september | Fleetwood Mac                        | Dreams                                       | 8                         |
| 409 | 24 september | Leo Sayer                            | Thunder In My Heart                          | 11                        |
| 410 | 1 oktober    | Donna Summer                         | Down, Deep Inside (Theme From The Deep)      | 6                         |
| 411 | 8 oktober    | Boney M                              | Belfast                                      | 3                         |
| 412 | 15 oktober   | Smokie                               | Needles and pins                             | 8                         |
| 413 | 22 oktober   | Queen                                | We Are The Champions                         | 2                         |
| 414 | 29 oktober   | Raffaella Carrà                      | A far l'amore comincia tu                    | 3                         |
| 415 | 5 november   | Linda Ronstadt                       | It's So Easy                                 | 8                         |
| 416 | 12 november  | Electric Light Orchestra             | Turn to Stone                                | 11                        |
| 417 | 19 november  | Patricia Paay                        | Livin' without you                           | 5                         |
| 418 | 26 november  | Wings                                | Mull of Kintyre                              | 1(5wk)                    |
| 419 | 3 december   | The Babys                            | Isn't It Time                                | 4                         |
| 420 | 10 december  | John Paul Young                      | Love Is in the Air                           | 11                        |
| 421 | 17 december  | De Havenzangers                      | Ik Droom Van Een Gelukkig Kerstfeest         | 17                        |
| 422 | 24 december  | Scott Fitzgerald & Yvonne Keeley     | If I Had Words                               | 1(7wk)                    |
| 423 | 31 december  | Bonnie Tyler                         | It's a Heartache                             | 3                         |

1969 ·
1970 ·
1971 ·
1972 ·
1973 ·
1974 ·
1975 ·
1976 ·
1977 ·
1978 ·
1979 ·
1980 ·
1981 ·
1982 ·
1983 ·
1984 ·
1985 ·
1986 ·
1987 ·
1988 ·
1989 · 
1990 · 
1991 · 
1992 · 
1993 · 
1994 · 
1995 · 
1996 · 
1997 · 
1998 · 
1999 · 
2000 · 
2001 · 
2002 · 
2003 · 
2004 · 
2005 · 
2006 · 
2007 · 
2008 · 
2009 ·
2010 ·
2011 ·
2012 ·
2013 ·
2014 ·
2015 ·
2016 ·
2017 ·
2018 ·
2019 ·
2020 ·
2021 ·
2022 ·
2023 ·
2024 ·
2025